# Karl Lautenschläger
Karl Lautenschläger (* 11. Oktober 1933 in Aschaffenburg; † 23. September 2005 ebenda) war ein deutscher Politiker (CSU).
Nach dem Abitur an der Oberrealschule in Aschaffenburg studierte Lautenschläger Rechtswissenschaften in München und war bei der Regierung von Unterfranken und am Landratsamt Obernburg tätig.
1963 wurde er mit der Arbeit Die Bedeutung der Grundrechte im Sowjetsystem am Beispiel der UdSSR an der Universität Mainz promoviert.
Ab Mai 1964 war er juristischer Staatsbeamter am Landratsamt Alzenau und Rechtsanwalt in Aschaffenburg, ferner stellvertretender Vorsitzender des Spessartbunds und des Kreisverbands Aschaffenburg des Deutschen Roten Kreuzes.
Am 8. März 1970 wurde Lautenschläger zum Landrat des Landkreises Alzenau gewählt, nach der Kreisreform war er bis 1974 stellvertretender Landrat des Landkreises Aschaffenburg. Er war Mitglied des Kreistags Aschaffenburg. Von 1974 bis 1990 vertrat er den Stimmkreis Aschaffenburg-Ost im Bayerischen Landtag.
Er war Mitglied der katholischen Studentenverbindung K.St.V. Ottonia München.